# Parrocchie dell'arcidiocesi di Bologna
Le parrocchie dell'arcidiocesi di Bologna sono 410, raggruppate in 12 vicariati, a loro volta suddivisi in 50 zone pastorali.
I primi quattro vicariati occupano l'area urbana di Bologna (centro storico, i quartieri periferici e i comuni appartenenti all'area metropolitana di Bologna), gli altri occupano il restante territorio extraurbano della diocesi. Di questi, i primi cinque occupano l'area di Pianura Padana a nord di Bologna, gli altri quattro l'area collinare e montana a sud della città.

## Vicariato di Bologna Centro
Comprende il territorio del centro storico di Bologna.
- Cattedrale di San Pietro (cattedrale metropolita)
- Basilica di San Petronio (basilica)
- 33 anni di Nostro Signore Gesù Cristo (chiesa)
- Beata vergine del soccorso (santuario parrocchiale)
- Corpus Domini (santuario)
- Madonna del Baraccano (santuario)
- Madonna della Pioggia (santuario)
- Madonna di Galliera (chiesa)
- Maria Regina Mundi (parrocchia)
- S. Cristina (chiesa)
- S. Maria Labarum Caeli (chiesa)
- S. Michele dei Leprosetti (chiesa)
- S. Nicolò degli Albari (chiesa)
- S. Benedetto (parrocchia)
- S. Carlo (parrocchia)
- Basilica di San Domenico (basilica santuario)
- Basilica di San Francesco (basilica)
- S. Giacomo Maggiore (basilica)
- S. Giovanni in monte (parrocchia)
- S. Giuliano (parrocchia)
- S. Martino (parrocchia)
- S. Paolo Maggiore (basilica parrocchiale)
- S. Procolo (parrocchia)
- S. Caterina di Strada Maggiore (parrocchia)
- S. Caterina di Via Saragozza (parrocchia)
- S. Croce (chiesa)
- Basilica di Santa Maria dei Servi (basilica)
- S. Maria della Carità (parrocchia)
- S. Maria della Pietà (parrocchia)
- S. Maria della Visitazione (santuario)
- S. Maria della Vita (santuario)
- S. Maria delle Muratelle (parrocchia)
- S. Maria e S. Domenico della Mascarella (parrocchia)
- S. Maria e S. Valentino della Grada (parrocchia)
- S. Maria Maddalena (Parrocchia Priorale)
- S. Maria Maggiore (basilica)
- S. Maria regina dei cieli (santuario)
- Santi Bartolomeo e Gaetano (basilica parrocchiale)
- Santi Filippo e Giacomo (parrocchia)
- Santi Giuseppe e Ignazio (parrocchia)
- Santi Giuseppe e Teresa (chiesa)
- Chiesa dei Santi Gregorio e Siro (parrocchia)
- Santi Vitale e Agricola in Arena (parrocchia)
- Santissima Trinità (parrocchia)
- Santissimo Crocifisso (santuario)
- Santissimo Salvatore (chiesa)
- Basilica di Santo Stefano (basilica santuario)
- Sant'Antonio Abate (chiesa)
- Sant'Isaia (parrocchia)
- S. Sigismondo (parrocchia)

## Vicariato di Bologna Sud–Est
Comprende il territorio dei quartieri Santo Stefano e Savena e del comune di Sasso Marconi.
- Beata Vergine del Carmine di Monte Donato (parrocchia)
- Corpus Domini (parrocchia)
- Madonna del Lavoro, su madonnadellavoro.it. (parrocchia)
- Nostra Signora della fiducia (parrocchia)
- S. Gaetano (parrocchia)
- S. Giacomo fuori le Mura (parrocchia)
- S. Giovanni Bosco (parrocchia)
- S. Lorenzo (parrocchia), su parrocchiasanlorenzobologna.it.
- S. Michele Arcangelo di Gaibola (parrocchia)
- S. Michele in Bosco (parrocchia)
- S. Paolo in monte (parrocchia)
- S. Ruffillo (parrocchia)
- S. Severino (parrocchia)
- S. Silverio di Chiesa Nuova (parrocchia), su parrocchiasansilverio.org. URL consultato il 5 giugno 2011 (archiviato dall'url originale il 22 settembre 2011).
- S. Vittore (parrocchia)
- S. Maria Annunziata di Fossolo (parrocchia), su santamariadifossolo.it.
- S. Maria della Misericordia (parrocchia)
- S. Maria Goretti (parrocchia)
- S. Maria Lacrimosa degli Alemanni (parrocchia)
- S. Teresa del Bambino Gesù (parrocchia)
- S. Francesco Saverio e Mamolo (parrocchia)
- Santissima Annunziata a Porta Procula (parrocchia)
- S. Anna (parrocchia), su sites.google.com. URL consultato il 3 maggio 2019 (archiviato dall'url originale il 21 settembre 2016).
- S. Ansano di Pieve del Pino (parrocchia)
- S. Antonio da Padova (santuario)
- S. Apollinare di Paderno (parrocchia)

## Vicariato di Bologna Nord
Comprende il territorio dei quartieri San Donato-San Vitale e Navile e i comuni di Granarolo dell'Emilia e Castel Maggiore.

### Navile
- Gesù Buon Pastore (parrocchia)
- Sacro Cuore di Gesù (parrocchia)
- San Bartolomeo della Beverara (parrocchia)
- San Cristoforo (parrocchia)
- San Girolamo dell'Arcoveggio (parrocchia)
- San Giuseppe Lavoratore (parrocchia)
- San Martino di Bertalia (parrocchia)
- Santi Angeli Custodi (parrocchia)
- Santi Monica e Agostino (parrocchia)
- Santi Savino e Silvestro di Corticella (parrocchia)
- Sant'Antonio di Padova a La Dozza (parrocchia)
- Sant'Ignazio d'Antiochia (parrocchia)

### San Vitale
- San Giacomo della croce del Biacco (parrocchia)
- Santa Maria del Suffragio (parrocchia)
- Santa Rita (parrocchia)
- Sant'Antonio di Savena (parrocchia)

### San Donato
- San Domenico Savio (parrocchia)
- San Donnino (parrocchia)
- San Giovanni Battista di Calamosco (parrocchia)
- San Nicolò di Villola (parrocchia)
- San Vincenzo de' Paoli (parrocchia)
- Santa Caterina da Bologna (parrocchia)
- Sant'Andrea di Quarto Superiore (parrocchia)
- Sant'Antonio Maria Pucci (parrocchia)
- Sant'Egidio abate (parrocchia)

### Castel Maggiore
- San Bartolomeo di Bondanello (parrocchia)
- San Giovanni Battista di Trebbo di Reno (parrocchia)
- Santa Maria Assunta di Sabbiuno di Piano (parrocchia)
- Sant'Andrea di Castel Maggiore (parrocchia)

### Granarolo dell'Emilia
- San Mamante di Lovoleto (parrocchia)
- San Michele Arcangelo di Quarto Inferiore (parrocchia)
- San Vitale di Granarolo dell'Emilia (parrocchia)
- Santi Vittore e Giorgio di Viadagola (parrocchia)
- Sant'Andrea di Cadriano (parrocchia)

## Vicariato di Bologna Ovest
Nato nel 2021 e viene ricavato dall'unione delle parrocchie urbane degli ex vicariati di Bologna-ovest e di Bologna-Ravone, comprende il territorio dei quartieri Borgo Panigale-Reno e Porto-Saragozza.
- Cristo Re di Le Tombe, frazione di Zola Predosa
- Cuore Immacolato di Maria
- Nostra Signora della Pace
- San Pio X
- San Tomaso di Gesso
- San Vitale di Reno
- Santa Maria Assunta di Borgo Panigale
- Santa Maria del Carmine di Rigosa
- Santa Maria di Calderara di Reno
- Santa Maria di Gesso
- Santa Maria di Ponte Ronca
- Santa Maria in strada
- Santi Giovanni Battista e Benedetto di Tizzano all'Eremo
- Santi Giovanni Battista e Gemma Galgani
- Santi Nicolò e Agata di Zola Predosa
- Sant'Elena di Sacerno
- Spirito Santo
- Santi Pietro e Paolo di Anzola dell'Emilia
- Santuario della Madonna di San Luca
- Beata Vergine Immacolata
- Cristo Re
- Sacra Famiglia
- S. Gioacchino
- S. Girolamo della Certosa, chiesa cimiteriale
- S. Giuseppe
- San Giuseppe Cottolengo
- S. Paolo di Ravone
- S. Maria Assunta di Casaglia
- S. Maria delle Grazie in San Pio V
- S. Maria Madre della chiesa
- S. Andrea apostolo della Barca
- S. Eugenio

## Vicariato di Persiceto – Castelfranco
Parrocchie comprese nel territorio dei comuni di San Giovanni in Persiceto, Castelfranco Emilia e dei comuni contigui.
- Madonna del Poggio di San Giovanni in Persiceto
- San Bartolomeo di Manzolino
- San Biagio di Bonconvento
- San Biagio di Zenerigolo
- San Camillo dè Lellis di San Giovanni in Persiceto
- San Giacomo di Lorenzatico
- San Giacomo di Piumazzo
- San Giovanni Battista di Gaggio di Piano
- San Giovanni Battista di San Giovanni in Persiceto
- San Giuseppe di Caselle di Crevalcore
- San Matteo della Decima
- San Matteo di Ronchi di Crevalcore
- San Maurizio di Recovato
- San Michele Arcangelo di Bagno di Piano
- San Pietro di Riolo
- San Silvestro di Crevalcore
- Santa Clelia Barbieri di Cavazzona
- Santa Maria Annunziata e San Biagio di Sala Bolognese
- Santa Maria Assunta di Castelfranco Emilia
- Santa Maria Assunta di Padulle
- Santa Maria della Neve di Rastellino
- Santa Maria delle Budrie
- Santi Maria e Danio di Amola di Piano
- Santi Andrea e Agata di Sant'Agata Bolognese
- Santi Filippo e Giacomo di Panzano
- Santi Francesco e Carlo di Sammartini
- Santi Ippolito e Cassiano di Castagnolo
- Santi Senesio e Teopompo di Tivoli

## Vicariato di Cento
Comprende il territorio del comune di Cento più i comuni contigui. Inoltre, di questo vicariato fanno parte anche altre frazioni di Crevalcore, comune, per il resto, compreso nel vicariato di Persiceto - Castelfranco.
- Madonna della Rocca (santuario)
- San Biagio di Cento (parrocchia)
- San Giacomo a Bevilacqua, frazione di Crevalcore (parrocchia)
- San Giorgio di Corporeno (parrocchia)
- San Giovanni Battista di Dosso, frazione di Terre del Reno (parrocchia)
- San Giovanni Battista di Palata Pepoli, frazione di Crevalcore (parrocchia)
- San Lorenzo di Casumaro (parrocchia)
- San Martino di Buonacompra, frazione di Cento (parrocchia)
- San Paolo di Mirabello, frazione di Terre del Reno (parrocchia)
- San Pietro di Castello d'Argile (parrocchia)
- San Pietro di Cento (parrocchia)
- San Sebastiano a Renazzo, frazione di Cento  (parrocchia)
- Santa Maria del Salice di Alberone (parrocchia)
- Santa Maria a Galeazza Pepoli, frazione di Crevalcore (parrocchia)
- Santa Maria di Venezzano, frazione di Castello d'Argile (parrocchia)
- Santa Maria e Sant'Isidoro di Penzale (parrocchia)
- Santa Maria Maggiore di Pieve di Cento (parrocchia)[4]
- Santi Carlo e Benedetto (parrocchia)
- Santissima Trinità di Dodici Morelli (parrocchia)
- Sant'Agostino (parrocchia)
- Sant'Anna di Reno Centese (parrocchia)

## Vicariato di Galliera
Comprende il territorio dei comuni in provincia di Bologna di San Pietro in Casale, Baricella, Galliera, San Giorgio di Piano, Malalbergo, Bentivoglio, Minerbio e Argelato ed in provincia di Ferrara di Poggio Renatico (escluse le frazioni di Coronella e Madonna Boschi in diocesi di Ferrara-Comacchio). Tutte le chiese nell'elenco sono parrocchiali. 
- Maria Santissima Ausiliatrice di Bentivoglio
- San Gabriele di Baricella
- San Giacomo del Poggetto
- San Giacomo di Gavaseto
- San Giorgio Martire in San Giorgio di Piano
- San Giovanni Battista decollato di Chiesa Nuova
- San Giovanni Battista di Altedo
- San Giovanni Battista di Minerbio
- San Giovanni Battista di San Giovanni in Triario
- San Marino di Bentivoglio
- San Martino di Castagnolo Minore
- San Martino di Massumatico
- San Martino di Soverzano
- San Michele Arcangelo di Argelato
- San Michele Arcangelo di Cenacchio
- San Michele Arcangelo di Poggio Renatico (abbazia)
- San Venanzio di Galliera
- San Venanzio di Stiatico
- Santa Caterina di Gallo
- Santa Filomena di Passo Segni
- Santa Margherita di Armarolo
- Santa Maria di Baricella
- Santa Maria di Galliera
- Santi Maria e San Folco di Saletto
- Santa Maria Lauretana di Boschi di Baricella
- Santi Cosma e Damiano di Pegola
- Santi Filippo e Giacomo di Casadio
- Santi Filippo e Giacomo di Cà de Fabbri
- Santi Geminiano e Benedetto di Gherghenzano
- Santi Nicolò e Petronio di Funo
- Santi Pietro e Paolo di San Pietro in Casale
- Santi Simone e Giuda di Rubizzano
- Pieve dei Santi Vincenzo e Anastasio (Galliera)
- Santi Vittore e Martino di Cinquanta
- Sant'Alberto di San Pietro in Casale
- Sant'Andrea di Maccaretolo
- Sant'Andrea di Santa Maria di Duno
- Sant'Antonio Abate di Malalbergo

## Vicariato di Budrio-Castel San Pietro Terme
Comprende il territorio del comune di Budrio più i comuni contigui di Medicina e Molinella. Dal 2021, a seguito del riordino voluto dall'Arcivescovo, comprende anche i territori di Castel San Pietro Terme e Castel Guelfo, oltre ai territori del comune di Casalfiumanese che non ricadono nella Diocesi di Imola.
- San Barnaba di Fantuzza
- San Gregorio Magno di Dugliolo
- San Lorenzo di Budrio
- San Lorenzo di Prunaro
- San Mamante di Medicina
- San Marco di Vigorso
- San Martino di Medesano
- San Martino in Argine
- San Matteo di Molinella
- San Michele Arcangelo di Ganzanigo
- San Michele Arcangelo a Mezzolara, frazione di Budrio
- San Pietro di Capofiume
- Santa Croce di Marmorta
- Santa Croce di Selva Malvezzi
- Santa Croce e San Michele di Portonovo
- Santa Maria Annunziata di Buda
- Santa Maria Annunziata di Vedrana
- Santa Maria in Garda di Villa Fontana
- Santa Maria e San Biagio di Cento
- Santa Maria Maddalena di Cazzano
- Santi Filippo e Giacomo dei Ronchi
- Santi Gervasio e Protasio di Pieve, frazione di Budrio
- Santi Giacomo e Biagio di Bagnarola
- Santi Giovanni Battista e Donnino di Villa Fontana
- Santissima Trinità di Fiorentina
- Sant'Antonio della Quaderna
- Madonna del Lato
- Madonna del Poggio
- Sacro Cuore di Gesù e San Giovanni Battista di Castel Guelfo
- Santa Croce di Crocetta Hercolani
- San Bartolomeo di Frassineto
- San Biagio di Poggio
- San Giorgio di Varignana
- San Mamante di Liano
- San Martino in Pedriolo
- San Michele Arcangelo di Casalecchio dei Conti
- Santa Giuliana
- Santa Maria e San Lorenzo di Varignana
- Santa Maria Maggiore di Castel San Pietro Terme
- Santi Clemente e Cassano di Rignano
- Santi Re Magi di Gallo Bolognese
- Sant'Antonio della Gaiana

## Vicariato di San Lazzaro – Castenaso
Comprende il territorio dei comuni di San Lazzaro di Savena e Castenaso più i comuni contigui di Ozzano dell'Emilia e Pianoro e parte del comune di Monterenzio.
- Cristo Re di Monterenzio (parrocchia)
- Madonna del Pilar (santuario)
- San Bartolomeo di Musiano (parrocchia)
- San Benedetto del Querceto (parrocchia)
- San Biagio di Castel dè Britti (parrocchia)
- San Cristoforo di Ozzano dell'Emilia (parrocchia)
- San Francesco d'Assisi di San Lazzaro di Savena (parrocchia)
- San Geminiano di Marano (parrocchia)
- San Giacomo di Pianoro (parrocchia)
- San Giovanni Battista di Castenaso (parrocchia)
- San Giovanni Battista di Colunga (parrocchia)
- San Giovanni Battista di Livergnano (parrocchia)
- San Giovanni Battista di Mercatale (parrocchia)
- San Giovanni Battista di Monte Calvo (parrocchia)
- San Lazzaro in San Lazzaro di Savena (parrocchia)
- San Lorenzo del Farneto (parrocchia)
- San Luca Evangelista (parrocchia)
- San Pietro di Fiesso (parrocchia)
- San Pietro di Ozzano dell'Emilia (parrocchia)
- San Salvatore di Casola (parrocchia)
- Santa Cecilia della Croara (parrocchia)
- Santa Maria Assunta di Caselle (parrocchia)
- Santa Maria Assunta di Pianoro (parrocchia)
- Santa Maria Assunta e San Gabriele dell'Addolorata d'Idice (parrocchia)
- Santa Maria del Suffragio di Pizzano (parrocchia)
- Santa Maria della Quaderna (parrocchia)
- Santa Maria di Zena (santuario parrocchiale)
- Santa Maria e San Giuseppe di Cassano (parrocchia)
- Santi Michele Arcangelo e Cristoforo di Sassuno (parrocchia)
- Santi Pietro e Girolamo di Rastignano (parrocchia)
- Sant'Agostino della Ponticella (parrocchia)
- Sant'Alessandro di Bisano (parrocchia)
- Sant'Ambrogio di Villanova (parrocchia)
- Sant'Andrea di Sesto (parrocchia)
- Sant'Emiliano di Russo (parrocchia)

## Vicariato di Setta-Savena-Sambro
Comprende il territorio dei comuni delle valli del Savena, del Setta e del Sambro, ovvero Monzuno, Monghidoro, Monterenzio, Loiano e Marzabotto più i comuni contigui.
- Beata Vergine del Rosario e San Lorenzo di Piamaggio (parrocchia)
- Santuario della Beata Vergine delle Grazie di Boccadirio (santuario)
- Santuario della Madonna dei Boschi (santuario)
- Cuore Immacolato di Maria di Rioveggio

- Madonna dei Fornelli (santuario parrocchiale)
- San Benedetto Abate di San Benedetto Val di Sambro (parrocchia)
- San Biagio di Castel dell'Alpi (parrocchia)
- San Cristoforo di Mongardino (parrocchia)
- San Cristoforo di Vedegheto (parrocchia)
- San Giacomo delle Calvane (parrocchia)
- San Giacomo di Creda (parrocchia)
- San Giacomo di Gabbiano (parrocchia)
- San Giorgio di Montefredente (parrocchia)
- San Giovanni Battista di Piano del Voglio (parrocchia)
- San Giovanni Battista di Scanello (parrocchia)
- San Giovanni Battista di Trasserra (parrocchia)
- San Giovanni Battista di Vado (parrocchia)
- San Giovanni Evangelista di Monzuno (parrocchia)
- San Giuseppe di Pian di Venola (parrocchia)
- San Gregorio di Qualto (parrocchia)
- San Lorenzo di Castiglione dei Pepoli (parrocchia)
- San Lorenzo di Panico (parrocchia)
- San Lorenzo di Roncastaldo (parrocchia)
- San Martino di Trasasso (parrocchia)
- San Michele Arcangelo di Baragazza (parrocchia)
- San Michele Arcangelo di Le Mogne (parrocchia)
- San Michele Arcangelo di Montasico (parrocchia)
- San Michele Arcangelo di Sparvo (parrocchia)
- San Nicolò delle Lagune (parrocchia)
- San Nicolò di Gardeletta (parrocchia)
- San Procolo di Fradusto (parrocchia)
- San Prospero di Campeggio (santuario parrocchiale)
- San Tommaso di Sperticano (parrocchia)
- Santa Cristina di Ripoli (parrocchia)
- Santa Giustina di Piano di Setta (parrocchia)
- Santa Maria Assunta di Luminasio (parrocchia)
- Santa Maria Assunta di Monghidoro (parrocchia)
- Santa Maria Assunta di Sirano (parrocchia)
- Santa Maria di Bibulano (parrocchia)
- Santa Maria di Lagaro (parrocchia)
- Santi Giacomo e Margherita di Loiano (parrocchia)
- Santi Giuseppe e Carlo di Marzabotto (parrocchia)
- Santi Pietro e Paolo di Barbarolo (parrocchia)
- Santo Stefano di Scascoli (parrocchia)
- Sant'Agata di Monte Acuto Vallese (parrocchia)
- Sant'Andrea di San Benedetto Val di Sambro (parrocchia)
- Sant'Ansano di Brento (parrocchia)

## Vicariato dell'Alta Valle del Reno
Comprende il territorio dei comuni di Alto Reno Terme, Lizzano in Belvedere, Vergato più i comuni contigui.
- Beata Vergine di San Luca di Querciola
- Cuore Immacolato di Maria di Molino del Pallone
- Chiesa dell'Immacolata Concezione
- Madonna dell'Acero
- Nostra Signora del Sacro Cuore di Gesù di Marano
- San Bartolomeo di Silla
- San Biagio di Castel di Casio
- San Giacomo di Bargi
- San Giacomo di Bombiana
- San Lorenzo di Lustrola
- San Mamante di Lizzano in Belvedere
- San Martino di Camugnano
- San Michele Arcangelo di Rocca Pitignana
- San Nicolò di Granaglione
- San Pietro di Vidiciatico, frazione di Lizzano in Belvedere
- San Prospero di Badi
- Santa Lucia di Pietracolora
- Santa Maria Assunta di Casola dei Bagni
- Santa Maria Assunta di Castelluccio
- Santa Maria Maddalena di Porretta Terme
- Santa Maria Villiana
- Santi Carlo e Bernardino di Carpineta
- Santi Giovanni Battista e Pietro di Borgo Capanne
- Santi Giusto e Clemente di Suviana
- Santi Michele Arcangelo e Nazario di Gaggio Montano
- Santo Stefano di Baigno
- Sant'Agostino di Boschi di Granaglione
- Santuario della Beata Vergine della Consolazione di Montovolo
- Sacro Cuore di Gesù di Vergato
- San Biagio di Cereglio
- San Donnino di Burzanella
- San Giacomo di Sassomolare
- San Giovanni Battista di Tavernola
- San Giovanni Battista di Veggio
- San Giovanni Battista di Verzuno
- San Lorenzo di Vimignano
- San Martino di Prada in Carbona
- San Martino di Rocca di Roffeno
- San Michele Arcangelo di Grizzana Morandi
- San Pietro di Pieve di Roffeno, frazione di Vergato
- Santa Margherita di Carviano a Poggio di Carviano frazione di Grizzana Morandi
- Santa Maria Assunta di Castel d'Aiano
- Santa Maria Assunta di Riola
- Santa Maria Assunta di Tolè
- Santi Maria Assunta e San Nicolò di Villa d'Aiano
- Santa Maria e Santo Stefano di Labante
- San Michele Arcangelo e Pietro di Salvaro
- Santissimo Salvatore di Rodiano
- Sant'Andrea di Savignano
- Sant'Antonio da Padova in Pioppe
- Sant'Apollinare di Calvenzano

## Vicariato delle Valli del Reno, Lavino e Samoggia
Comprende il territorio dei comuni di Valsamoggia, Casalecchio di Reno, Zola Predosa, Anzola dell'Emilia, Sasso Marconi, Marzabotto e Monte San Pietro.
- Santo Stefano di Bazzano (parrocchia)
- San Paolo di Oliveto (parrocchia)
- Santi Giorgio e Leo di San Leo (parrocchia)
- San Pietro Apostolo di Sasso Marconi (parrocchia)
- Santo Stefano di Borgonuovo-Pontecchio (parrocchia)
- San Lorenzo di Sasso Marconi (parrocchia)
- San Martino di Battedizzo (parrocchia)
- Santa Maria di Monteveglio (parrocchia)
- Sant'Andrea di Montebudello (parrocchia)
- San Savino di Crespellano (parrocchia)
- Cristo Risorto di Casalecchio di Reno (parrocchia)
- San Biagio di Casalecchio di Reno (parrocchia)
- San Giovanni Battista di Casalecchio di Reno (parrocchia)
- San Luigi di Riale (parrocchia)
- San Martino di Casalecchio di Reno (parrocchia)
- San Michele Arcangelo di Longara, Calderara di Reno (parrocchia)
- San Petronio di Osteria Nuova (parrocchia)
- Sant'Apollinare di Castelletto
- Santa Croce di Casalecchio di Reno (parrocchia)
- Santa Lucia di Casalecchio di Reno (parrocchia)
- Santi Antonio e Andrea di Ceretolo (parrocchia)
- Santi Donnino e Sebastiano di Borgonuovo (parrocchia)
- San Matteo Apostolo di Savigno (parrocchia)